# Dasypodainae
Dasypodainae is een onderfamilie van vliesvleugelige insecten uit de familie Melittidae .Deze onderfamilie bestaat uit meer dan 100 soorten in acht geslachten.
Dasypodainae komen voor in Afrika en in noordelijke gematigde klimaat zones. Voornamelijk in droge zanderige gebieden. 

Het zijn meestal kleine tot middelgrote bijen, met opvallende borstelige scopa (de plek waar de bij het stuifmeel verzameld) de bijen zijn gewoonlijk oligolectisch (bijv. Hesperapis regularis ). Alle leden van deze onderfamilie hebben maar twee  submarginal cellen in de voorvleugel. 
De enige Nederlandse soort die tot Dasypodainae behoort is: de Pluimvoetbij (Dasypoda hirtipes) 